# Галлийорганические соединения
Галлийорганические соединения — соединения, в которых атом галлия соединён непосредственно с атомом углерода органических функциональных групп. К таким соединениям относятся соединения с общей формулой GaRnX3-n, где R — алкильные и/или арильные радикалы, X = Hal, OH; n = 1-3. Кроме того, известны соединения MGaRnX4-n, где M — щелочной металл.

## Физические и химические свойства
Вещества состава GaAlk3 являются бесцветными жидкостями, легко взаимодействующими с кислородом воздуха и парами воды. Так, триметилгаллий и триэтилгаллий способны самовоспламеняться на воздухе; соединения галлия с органическими радикалами большей молекулярной массы на воздухе дымят. Соединения GaAr3 — твёрдые кристаллические вещества, более устойчивые к окислению, чем GaAlk3. Соединения GaR2Hal и GaRHal2 димерны как в жидком, так и в газообразном виде. Ga(CH3)3 мономерный в отличие от своего аналога Al(CH3)3. Все галлийорганические соединения хорошо растворимы в органических растворителях.
По сравнению с алюминийорганическими соединениями галлийорганические соединения обладают меньшей реакционной способностью. Их гидролиз протекает не до конца: в холодной воде GaR3 гидролизуется до GaR2OH, а в горячей — до GaR(OH)2.
Органические радикалы в галлийорганических соединениях полностью вытесняются при их взаимодействии с галогенами и галогеноводородами. При реакции галлийорганических соединений с простыми эфирами, аминами и электронодонорными соединениями элементов V и VI групп Периодической системы образуются комплексы состава GaR3•ЭR3 (Э = N, P, As, Sb) и GaR3•Э’R2 (Э = O, S, Se, Te); наиболее изучены комплексы триметилгаллия.

## Получение и применение
Галлийорганические соединения получают следующими способами:
- Реакция алкилгалогенидов со смесью или сплавом галлий и магния
- Алкилирование галогенидов галлия органическими производными лития, магния, цинка или алюминия
- Взаимодействие галлия с органическими производными ртути.

При взаимодействии GaR3 с GaHal3, галогенами и галогеноводородами образуются несимметричные галлийорганические соединения GaRnX3-n. MGaRnX4-n получают в реакции GaR3 с щелочными металлами; MGaR3H из GaR3 и гидридов щелочных металлов.
Ввиду высокой стоимости галлия применение галлийорганических соединений ограничено, хотя они могут использоваться, как и их алюминийорганические аналоги в качестве катализаторов полимеризации. Возможно их использование для получения полупроводников, например, арсенида галлия.